# Tiền lục lạp
Tiền lục lạp (tiếng Anh: etioplast), còn gọi là lạp thể cớm, cớm lạp, là loại lục lạp chưa được tiếp xúc ánh sáng. Chúng thường tìm thấy trong thực vật có hoa (thực vật hạt kín) sinh trưởng trong bóng tối. Nếu như một cái cây bị che sáng khoảng vài ngày, thì lục lạp dần dần chuyển hóa thành tiền lục lạp. Tiền lục lạp thiếu đi những sắc tố đã hoạt hóa và có thể được coi là một loại vô sắc lạp về mặt kỹ thuật. Nồng độ cao của tiền lục lạp sẽ khiến cho lá ngả thành màu vàng, hơn là màu lục.
Bên trong bào quan tế bào thực vật này chứa những cấu trúc gọi là thể tiền phiến (prolamellar body), đó là một khối màng kết tụ của một mạng lưới kết tinh những ống nhỏ chứa đựng dạng tiền chất sắc tố diệp lục. Những thể tiền phiến thường (cũng có thể là luôn luôn) bố trí thành những cấu dạng hình học.
Tiền lục lạp có thể chuyển hóa thành lục lạp thông qua sự kích thích quá trình tổng hợp chất diệp lục bởi hormone thực vật cytokinin ngay sau khi tiếp xúc ánh sáng. Những cấu trúc thylakoid và grana cũng dần dần hình thành từ thể tiền phiến trong suốt quá trình này.

## Chú  thích
1. 1 2  Wise, Robert (2007). "1". The Diversity of Plastid Form and Function (PDF). Springer.[liên kết hỏng]